# Tim Walz
Timothy James "Tim" Walz (West Point, 6 de abril de 1964) é um político, ex-membro da Guarda Nacional dos Estados Unidos e ex-professor dos Estados Unidos. Filiado ao Partido Democrata, é o 41º governador do Minnesota desde 2019 e serviu como congressista do estado entre 2007 e 2019. 
Walz nasceu em West Point, Nebraska em 6 de abril de 1964, e na adolescência se mudou para Butte para ficar mais perto da família do pai. Após terminar o ensino médio, se juntou a Guarda Nacional dos Estados Unidos, além de trabalhar na indústria agrícola e manufatureira e começar a dar aulas. Em 1989 obteve um bacharelado em ciências sociais no Chadron State College, e passou a lecionar a matéria ao se mudar para o Minnesota em 1996.
Foi eleito membro da Câmara dos Representantes dos Estados Unidos pelo 1º distrito do Minnesota em 2006, derrotando o republicano Gil Gutknecht que tentava o sétimo mandato. Walz foi reeleito cinco vezes como congressista até concorrer ao governo do estado em 2018. Ele venceu a eleição e foi reeleito em 2022.
Em 2024, após a desistência do presidente Joe Biden de buscar um segundo mandato na eleição presidencial e a vice-presidente Kamala Harris assumir seu lugar na disputa, Walz foi escolhido como o companheiro de chapa do Partido Democrata. Sua chapa acabou sendo derrotada por Donald Trump na eleição.